# Frederick Nutter Chasen
Frederick Nutter Chasen (1896 – 13 februari 1942) was een Engels zoöloog. 
Chasen was assistent conservator van het Raffles museum in Singapore in 1921 en directeur in 1932 als opvolger van Cecil Boden Kloss. Zijn specialiteit lag bij Zuidoost-aziatische vogels en zoogdieren. Hij werkte mee aan de derde en vierde uitgaven van Herbert Christopher Robinson's The Birds of the Malay Peninsula.
Hij overleed toen hij probeerde Singapore te ontvluchten in 1942 tijdens de slag om Singapore.  
- Gemeinsame Normdatei: 12741536X
- International Standard Name Identifier: 0000 0000 8141 7377
- Library of Congress Control Number: n89121817
- Nederlandse Thesaurus van Auteursnamen: 268250529
- SNAC: w66q53hs
- Système universitaire de documentation: 147802113
- Virtual International Authority File: 61946602
- WorldCat: E39PBJtGVv4fJMP4JKKGTy7WDq